# Nelson Deossa
Nelson Alexander Deossa Suárez (ur. 6 lutego 2000 w Marmato) – kolumbijski piłkarz występujący na pozycji środkowego pomocnika, od 2025 roku zawodnik meksykańskiego Monterrey.